# Yvonne Stöckemann-Paare

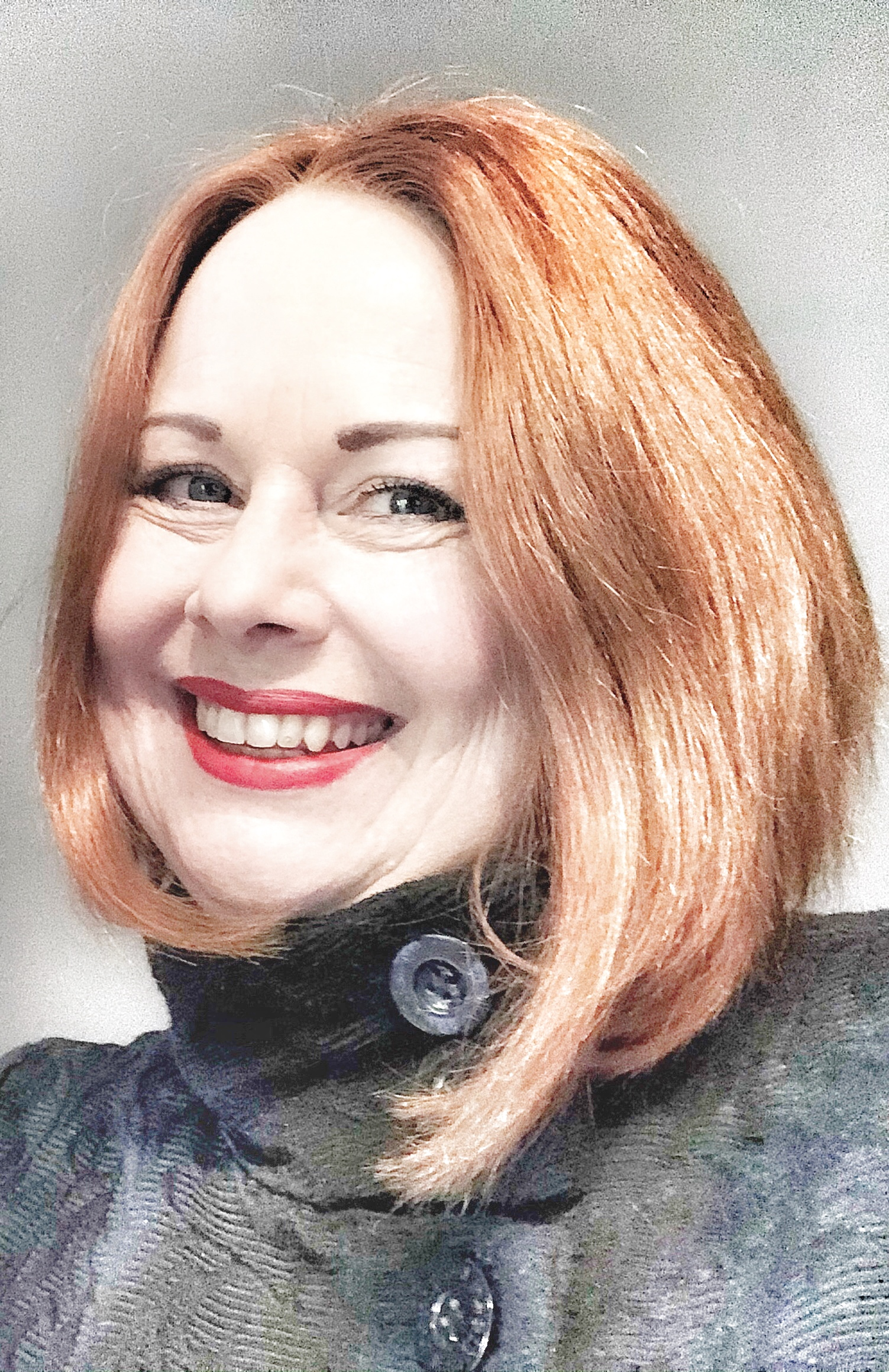
Yvonne Stöckemann-Paare (2020)

Yvonne Stöckemann-Paare (* 1973 in Einbeck) ist eine deutsche Schriftstellerin.

## Leben
Yvonne Stöckemann-Paare absolvierte nach dem Abitur zuerst eine Ausbildung zur Zahntechnikerin. Heute arbeitet sie nach einer weiteren Ausbildung hauptberuflich als selbständige Grafikdesignerin unter dem Pseudonym Maja Malaris. Seit 2012 ist sie ebenfalls als Schriftstellerin tätig und veröffentlichte Kinderbücher, Kriminalgeschichten in Anthologien und verschiedene Anleitungshefte. 2013 schrieb sie ein Buch mit Weihnachtsgeschichten für die Buchhandlung Grimpe. 2018 hatte sie ihr Debüt mit ihrem ersten Roman mit realhistorischem Hintergrund RIKE – Das Versteck in der Stadtmauer, der unter ihrem Pseudonym Y. S. Paare im Verlag der Buchhandlung Grimpe veröffentlicht wurde.

## Publikationen
- Das Einbecker Wimmelbuch (Bilderbuch), Verlag Alexander Kloss 2024, ISBN 978-3000786327
- Das Northeimer Wimmelbuch (Bilderbuch), Grimpe-Verlag 2023, ISBN 978-3943465181
- Geblieben – Eine geistreiche Freundschaftsgeschichte (Roman), Lehmanns Media 2021, ISBN 978-3965432727
- Das gefundene Buch – Eine Wintergeschichte (Kinderbuch), Lehmanns Media 2021, ISBN 978-3965432734
- Northeim Mandalas zum Ausmalen, Grimpe-Verlag 2021, ISBN 978-3943465167
- Das zweite Urteil (Thriller), Grimpe-Verlag 2020, ISBN 978-3943465143
- Rike – Das Versteck in der Stadtmauer (Roman), Grimpe-Verlag 2019, ISBN 978-3-943465-12-9
- Zauberhafte Weihnacht in Northeim, erschienen im Grimpe-Verlag 2013, ISBN 978-3-943465-01-3
- Herr Klingell mit drei L (Kinderbuch), Books on Demand 2016, Norderstedt, ISBN 978-3-7412-9507-2
- Zwischen Lachsschnittchen und Fischgräten – tierisch gut ermittelt (Kinderbuch), Books on Demand 2017, Norderstedt, ISBN 978-3-7448-1328-0
- Wie macht man gefrorene Seifenblasen?, Books on Demand, Norderstedt 2017, ISBN 978-3-7460-3239-9
- Der verzauberte Schuster und die freche Fee (Kinderbuch), Books on Demand 2018, Norderstedt, ISBN 978-3-7481-5056-5